# Руда (Холмський повіт)
Руда (пол. Ruda) — село в Польщі, у гміні Руда Гута Холмського повіту Люблінського воєводства. Населення — 502 особи (2011).

## Історія

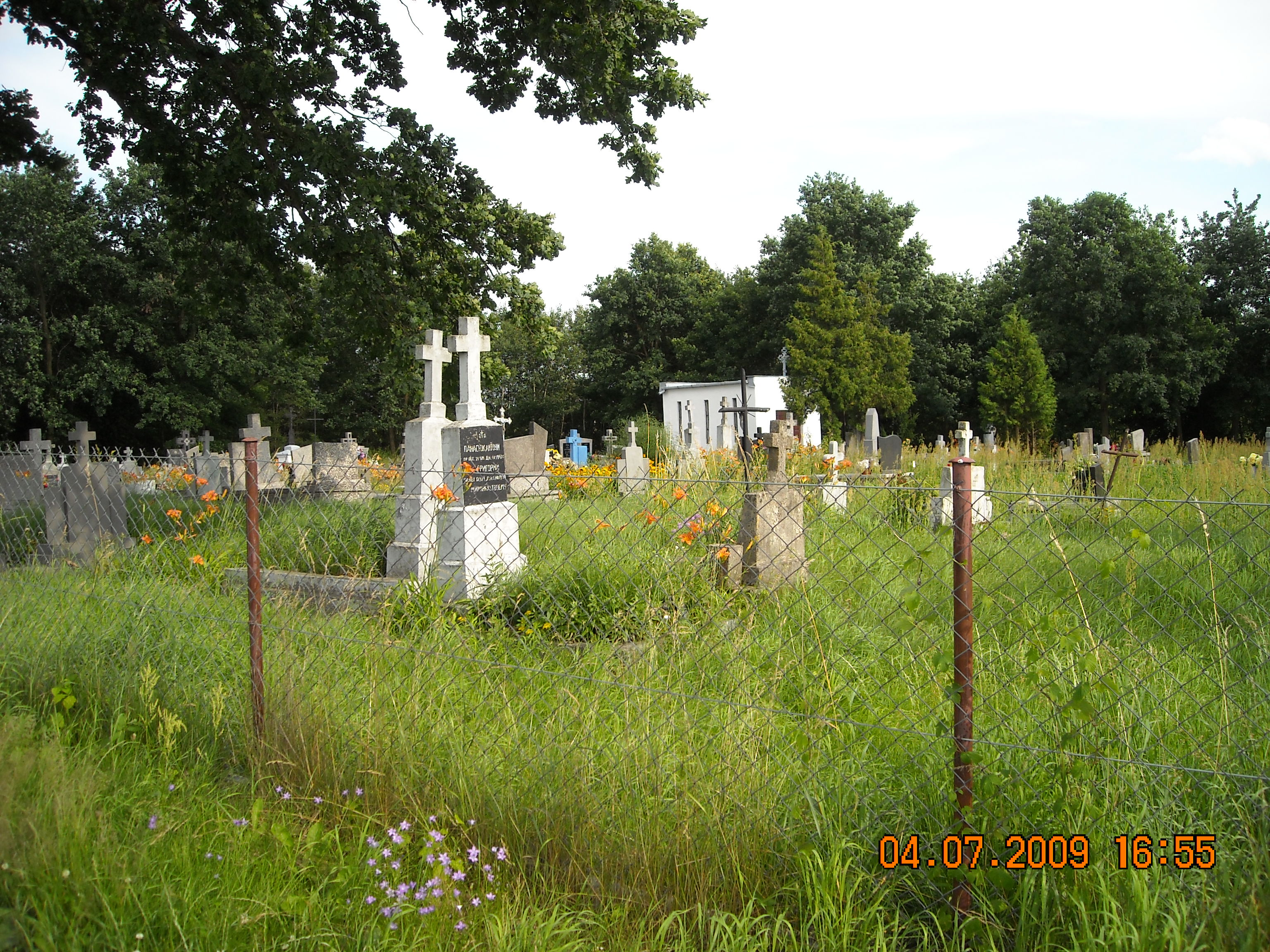
Православний цвинтар

1557 року вперше згадується православна церква в селі.
За даними етнографічної експедиції 1869—1870 років під керівництвом Павла Чубинського, у селі здебільшого проживали греко-католики, які розмовляли українською мовою. 1872 року місцева греко-католицька парафія налічувала 846 вірян.
У 1943 році в селі проживали 638 українців і 142 поляки.
У 1975—1998 роках село належало до Холмського воєводства.

## Населення
Демографічна структура станом на 31 березня 2011 року:
|          | Загалом | Допрацездатний вік | Працездатний вік | Постпрацездатний вік |
| -------- | ------- | ------------------ | ---------------- | -------------------- |
| Чоловіки | 252     | 63                 | 173              | 16                   |
| Жінки    | 250     | 53                 | 142              | 55                   |
| Разом    | 502     | 116                | 315              | 71                   |